# Донегал (Пенсільванія)
Донегал (англ. Donegal) — місто (англ. borough) в США, в окрузі Вестморленд штату Пенсільванія. Населення — 102 особи (2020).

## Географія
Донегал розташований за координатами 40°6′43″ пн. ш. 79°22′51″ зх. д. / 40.11194° пн. ш. 79.38083° зх. д. (40.112017, -79.380776).  За даними Бюро перепису населення США в 2010 році місто мало площу 0,59 км², уся площа — суходіл.

## Демографія
Згідно з переписом 2010 року, у селищі мешкало 120 осіб у 61 домогосподарстві у складі 34 родин. Густота населення становила 204 особи/км².  Було 69 помешкань (117/км²).
Расовий склад населення:
| - 99,2 % — білих - 0,8 % — азіатів |

До двох чи більше рас належало 0,0 %. Частка іспаномовних становила 0,0 % від усіх жителів.
За віковим діапазоном населення розподілялося таким чином: 12,5 % — особи молодші 18 років, 66,7 % — особи у віці 18—64 років, 20,8 % — особи у віці 65 років та старші. Медіана віку мешканця становила 49,3 року. На 100 осіб жіночої статі у селищі припадало 79,1 чоловіків;  на 100 жінок у віці від 18 років та старших — 90,9 чоловіків також старших 18 років.
Середній дохід на одне домашнє господарство  становив 46 478 доларів США (медіана — 31 250), а середній дохід на одну сім'ю — 53 817 доларів (медіана — 53 250). За межею бідності перебувало 32,9 % осіб, у тому числі 45,5 % дітей у віці до 18 років та 15,4 % осіб у віці 65 років та старших.
Цивільне працевлаштоване населення становило 61 особа. Основні галузі зайнятості: мистецтво, розваги та відпочинок — 24,6 %, науковці, спеціалісти, менеджери — 19,7 %, будівництво — 14,8 %.